# Dalian K'un City FC
Der Dalian K'un City Football Club (chinesisch 大连鲲城足球俱乐部) ist ein chinesischer Fußballverein aus Dalian in der Provinz Liaoning. Aktuell, Stand Dezember 2024, spielt der Verein ab der Spielzeit 2025 in der zweiten Liga, der China League One.

## Geschichte
Der Verein wurde am 9. Mai 2022 gegründet.

## Erfolge
- Chinesischer Drittligavizemeister: 2024  ▲

## Stadion
Der Verein trägt seine Heimspiele im Dalian Professional Football Youth Training Base in Dalian aus. Das Stadion hat ein Fassungsvermögen von 5000 Personen.

## Trainer
Stand: 20. Dezember 2024
| Trainer     | von              | bis   |
| ----------- | ---------------- | ----- |
| Zhao Faqing | 21. Februar 2024 | heute |